# Nickelodeon Kids' Choice Awards 2015
A 28ª edição do Nickelodeon Kids' Choice Awards foi realizada em 28 de março de 2015, na cidade de The Forum em Inglewood, Califórnia. A premiação foi apresentada por Nick Jonas. Produzido pela Nickelodeon Productions, o programa foi transmitido pela Nickelodeon às 8:00 PM (ET/PT) nos Estados Unidos. A votação aconteceu em seis continentes em 19 sites locais, com várias transmissões simultâneas mundiais.
No Brasil a premiação aconteceu no dia 31 de março de 2015 na Nickelodeon e em Portugal no dia 1 de abril na Nickelodeon e 5 de abril de 2015 na MTV. Após a premiação, uma prévia da nova série animada Harvey Beaks foi apresentada às 9:30 p.m. (ET/PT).

## Apresentadores e artistas

### Apresentador principal
- Nick Jonas

### Performances musicais
- Nick Jonas – "Jealous", "Chains"[8]
- 5 Seconds of Summer - "What I Like About You"[8]
- Iggy Azalea com participação de Jennifer Hudson - "Trouble"[8]

### Convidados
| - Jamie Foxx - Emma Stone - Liam Hemsworth - Zendaya - Kevin James - Meghan Trainor - Nick Cannon - Debby Ryan - Quvenzhané Wallis - Echosmith - Fifth Harmony - Kaley Cuoco-Sweeting | - Tia Mowry-Hardrict - Josh Gad - Laura Marano - Ross Lynch - Grant Gustin - Chloe Bennet - Hilary Duff - Bethany Mota - Shawn Mendes - Josh Peck - Skylar Diggins - Mo'ne Davis |

## Indicações
As indicações foram anunciadas em 20 de fevereiro de 2015, quando a votação começou. Quatro novas categorias foram introduzidas: Programa de Talentos Favorito, Programa Familiar Favorito, Jogo mais Viciante, e Novo Artista Favorito. Os vencedores estão listados em negrito.

### Filmes
| - The Amazing Spider-Man 2 - Guardians of the Galaxy - The Hunger Games: Mockingjay – Part 1 - Maleficent - Teenage Mutant Ninja Turtles - Transformers: Age of Extinction - Will Arnett (Teenage Mutant Ninja Turtles, The Lego Movie) - Steve Carell (Alexander and the Terrible, Horrible, No Good, Very Bad Day) - Jamie Foxx (The Amazing Spider-Man 2) - Hugh Jackman (X-Men: Days of Future Past) - Ben Stiller (Night at the Museum: Secret of the Tomb) - Mark Wahlberg (Transformers: Age of Extinction) - Cameron Diaz (Annie) - Elle Fanning (Maleficent) - Megan Fox (Teenage Mutant Ninja Turtles) - Jennifer Garner (Alexander and the Terrible, Horrible, No Good, Very Bad Day) - Angelina Jolie (Maleficent) - Emma Stone (The Amazing Spider-Man 2) - Chris Evans (Captain America: The Winter Soldier) - Andrew Garfield (The Amazing Spider-Man 2) - Liam Hemsworth (The Hunger Games: Mockingjay – Part 1) - Hugh Jackman (X-Men: Days of Future Past) - Chris Pratt (Guardians of the Galaxy) - Channing Tatum (Jupiter Ascending) | - Halle Berry (X-Men: Days of Future Past) - Scarlett Johansson (Captain America: The Winter Soldier) - Jennifer Lawrence (X-Men: Days of Future Past, The Hunger Games: Mockingjay – Part 1) - Evangeline Lilly (The Hobbit: The Battle of the Five Armies) - Elliot Page (X-Men: Days of Future Past) - Zoe Saldana (Guardians of the Galaxy) - Big Hero 6 - How to Train Your Dragon 2 - The Lego Movie - Penguins of Madagascar - Rio 2 - The SpongeBob Movie: Sponge Out of Water - Cameron Diaz como Hannigan de (Annie) - Jamie Foxx como Electro de (The Amazing Spider-Man 2) - Angelina Jolie como Maleficent - Lee Pace como Ronan O Acusador de (Guardians of the Galaxy) - Meryl Streep como a Bruxa de (Into the Woods) - Donald Sutherland como o Presidente Snow de (The Hunger Games: Mockingjay – Part 1) |

### Televisão
| - Austin & Ally - Dog with a Blog - Every Witch Way - Henry Danger - Jessie - Nicky, Ricky, Dicky & Dawn - Agents of S.H.I.E.L.D. - The Big Bang Theory - The Flash - Gotham - Modern Family - Once Upon a Time - Jack Griffo (The Thundermans) - Grant Gustin (The Flash) - Benjamin Flores Jr. (The Haunted Hathaways) - Ross Lynch (Austin & Ally) - Charlie McDermott (The Middle) - Jim Parsons (The Big Bang Theory) - Chloe Bennet (Agents of S.H.I.E.L.D.) - Kira Kosarin (The Thundermans) - Laura Marano (Austin & Ally) - Jennifer Morrison (Once Upon a Time) - Debby Ryan (Jessie) | - American Ninja Warrior - Cupcake Wars - Dance Moms - MasterChef Junior - Shark Tank - Wipeout - Adventure Time - The Fairly OddParents - Phineas and Ferb - SpongeBob SquarePants - Teenage Mutant Ninja Turtles - Teen Titans Go! - America's Got Talent - America's Next Top Model - American Idol - Dancing with the Stars - So You Think You Can Dance - The Voice |

### Música
| - Coldplay - Fall Out Boy - Imagine Dragons - Maroon 5 - One Direction - One Republic - Nick Jonas - Bruno Mars - Blake Shelton - Sam Smith - Justin Timberlake - Pharrell Williams - Beyoncé - Ariana Grande - Selena Gomez - Nicki Minaj - Katy Perry - Taylor Swift | - "All About That Bass" de Meghan Trainor - "Bang Bang" de Jessie J, Ariana Grande e Nicki Minaj - "Dark Horse" de Katy Perry com participação de Juicy J - "Fancy" de Iggy Azalea com participação de Charli XCX - "Problem" de Ariana Grande com participação de Iggy Azalea - "Shake It Off" de Taylor Swift - 5 Seconds of Summer - Echosmith - Fifth Harmony - Iggy Azalea - Jessie J - Meghan Trainor |

### Outros
| - ''Diary of a Wimpy Kid'' - Trilogia de Divergent - The Fault in Our Stars - The Heroes of Olympus - The Maze Runner - Percy Jackson's Greek Gods | - Angry Birds Transformers - Candy Crush Saga - Disney Infinity 2.0 - Mario Kart 8 - Minecraft - Skylanders: Trap Team |

## Premiações internacionais

### África
As indicações foram anunciadas em 23 de fevereiro, e o evento estreou dia 1 de abril.
| - Bonang Matheba - Roger Goode - Darren Simpson - Poppy Ntshongwana | - The Big Tyme - Mannie - Gbemi - Tosyn Bucknor |

### Alemanha, Áustria e Suíça
| - Revolverheld - Mario Götze - Mandy Capristo - Joko und Klaas | - DieLochis - BibisBeautyPalace - Dagi Bee - Sami Slimani |

### América Latina

#### Artista Latino Favorito
- Dulce María (México)[14][15]
- CD9 (México)
- Lali Espósito (Argentina)
- Maluma (Colômbia)

### Austrália e Nova Zelândia
As indicações foram anunciadas em 24 de fevereiro, e o evento foi exibido simultaneamente.
| - Jamie’s World - Charli’s Crafty Kitchen - Troye Sivan - Sarah Ellen - DieselD199 - Steve Smith - Stephanie Gilmore - Nick Kyrgios - Dan Carter - Sarah Walker - 5 Seconds of Summer - Sheppard - Lorde - Jamie McDell - Iggy Azalea | - Grumpy Cat - Dr. Colosso - Boo the Pomeranian - Meredith Grey and Olivia Benson - Munchkin the Teddy Bear - Directioners - 5SOSFAM - Arianators - Katy Cats - Swifties |

### Brasil

#### Artista Brasileiro Favorito
- Anitta
- Luan Santana[17][18]
- MC Gui
- Lucas Lucco

### Dinamarca

#### Estrela Dinamarquesa Favorita
- Christopher
- Joey Moe
- Medina
- Toke Lars Bjarke

### Espanha

#### Artista Espanhol Favorito
- Critika & Saik
- Dvicio
- Gemeliers
- Lucy Paradise

### França

#### Artista Musical Favorito
- Kendji Girac
- Matt Pokora[19]
- Tal
- Scarlett Baya

### Itália

#### Cantor(a) Favorito(a)
- Annalisa
- Dear Jack[20]
- Fedez
- Lorenzo Fragola

### Países Baixos e Bélgica

#### Estrela Favorita
- B-Brave[21]
- Hardwell
- Ian Thomas
- MainStreet

### Polónia

#### Estrela Polaca Favorita
- Dawid Kwiatkowski[22]
- LemON
- Margaret
- Mrozu

### Portugal

#### Músico Português Favorito
- D.A.M.A
- HMB
- No Stress[23]
- Tom Enzy

### Reino Unido
As indicações foram anunciadas em 20 de fevereiro, com a prêmiação local atribuída durante a continuidade com a cerimônia americana em 29 de março no Nickelodeon. A cerimônia foi reprisada em 5 de abril no canal Channel 5, que a Viacom adquiriu em 2014, sendo a primeira vez que o Kids' Choice Awards foi transmitido em um canal aberto no Reino Unido.
| - Ed Sheeran - One Direction - Little Mix - Jessie J - Pudsey the Dog - Prince Essex - Pippin & Percy - Hot Lips - Alexis Sánchez - Diego Costa - Wayne Rooney - Raheem Sterling - Mr. Stampy Cat - TheDiamondMinecart - Spencer FC - Sean Thorne | - Ella Henderson - Ella Eyre - Rixton - George Ezra - Directioners - Swifties - Vampettes - Arianators - Zoella - Niomi Smart - Caspar Lee - Alfie Deyes |

### Rússia
| - Daniil Vakhrushev - Dmitriy Nagiev - Pavel Priluchnyy - Roman Kurtsyn - Anna Khilkevich - Kristina Asmus - Polina Grents - Julia Agafonova | - Burito - Egor Kreed - Iowa - MBAND - Igor Akinfeev - Victor Ivan Wild - Viktor Ahn - Julia Lipnitskaia |

### Sudeste Asiático
As indicações foram anunciadas em 24 de fevereiro, e o evento estreou em 30 de março.
| - JKT48 (Indonésia) - Jinnyboy (Malásia) - Daniel Padilla (Filipinas) - Tosh Zhang (Singapura) | - BiBi Zhou (China) - Qi Wei (China) - Sean Zhang (China) - MAYDAY (República da China) |

### Suécia
| - I just want to be cool - Keyyo - Misslisibell - William Spetz | - The Fooo Conspiracy - Lisa Ajax - Molly Sandén - Zara Larsson |